# Гаразджа
Гаразджа (укр. Гаразджа) — село в Подгайцевской сельской общине Луцкого района Волынской области Украины.
Возле села берёт начало речка Сапалаевка, которая в Луцке впадает в реку Стыр
Код КОАТУУ — 0722885002. Население по переписи 2001 года составляет 957 человек. Почтовый индекс — 45636. Телефонный код — 332. Занимает площадь 0,845 км².